# ستيف نيلسون
ستيف نيلسون (بالإنجليزية: Steve Nelson)‏ هو عازف جاز أمريكي، ولد في 11 أغسطس 1954 في بيتسبرغ في الولايات المتحدة.

## وصلات خارجية
- ستيف نيلسون على موقع ميوزك برينز (الإنجليزية)
- ستيف نيلسون على موقع أول ميوزيك (الإنجليزية)
- ستيف نيلسون على موقع ديسكوغز (الإنجليزية)